# Pseudococcus kawecki
Pseudococcus kawecki är en insektsart som beskrevs av Savescu 1984. Pseudococcus kawecki ingår i släktet Pseudococcus och familjen ullsköldlöss.
Artens utbredningsområde är Rumänien. Inga underarter finns listade i Catalogue of Life.